# Siegfried Wünsche

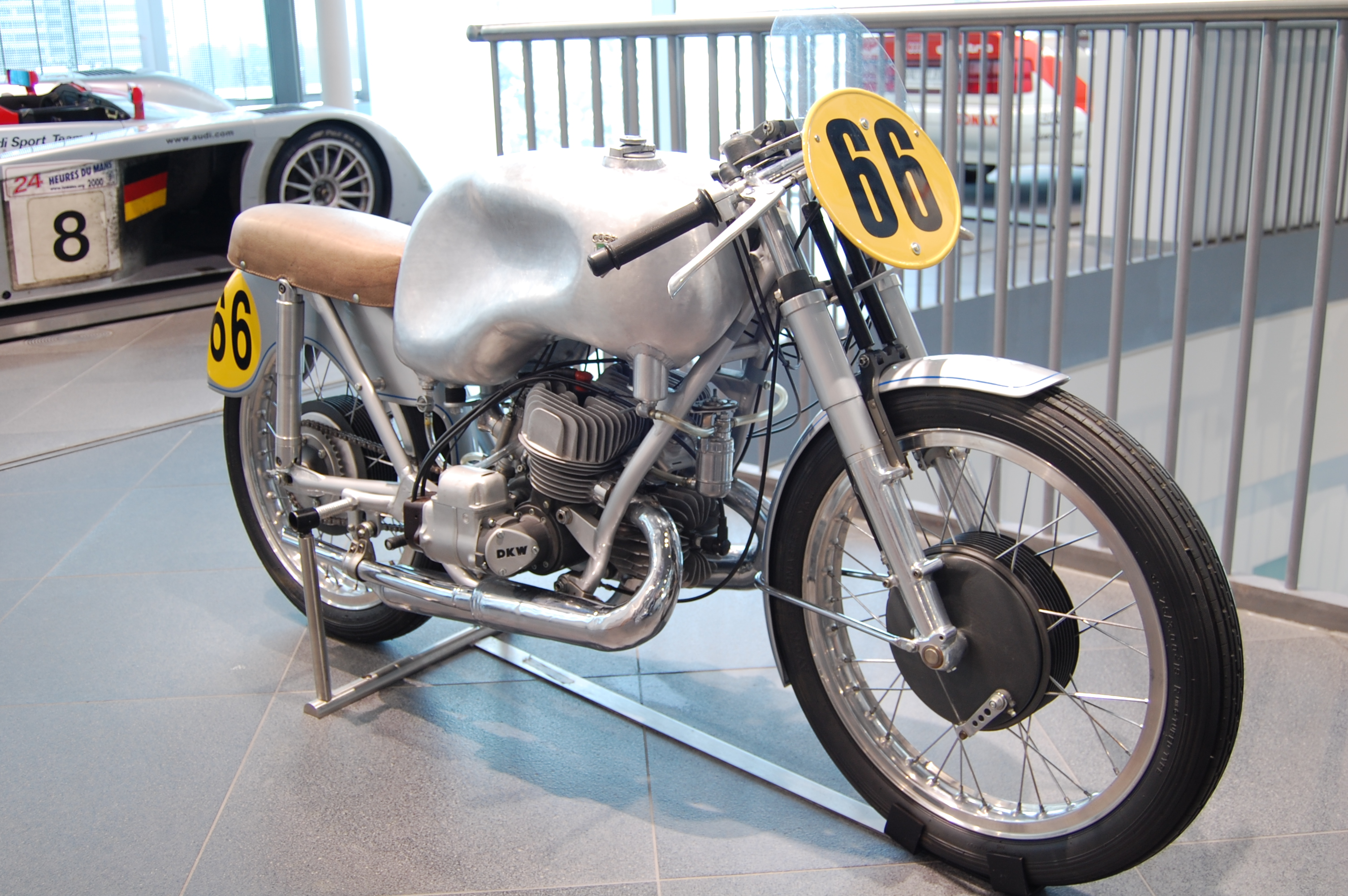
Eine DKW RM 350, Spitzname „Singende Säge“, wie sie Wünsche bei seinem Deutschen Meistertitel 1953 fuhr

Siegfried „Sissi“ Wünsche (* 23. Juni 1916 in Langebrück; † 20. August 2000 in Radolfzell) war ein deutscher Motorradrennfahrer.

## Karriere
Nach dem Abitur sollte Siegfried Wünsche dem Wunsch des Vaters entsprechend Medizin studieren. Er wollte jedoch Motorradrennen fahren und bestritt seine ersten 1933 auf einer DKW „Blutblase“. Zu den Erfolgen dieses Jahres zählten der dritte Platz bei einem Bergrennen sowie der fünfte Rang auf dem Marienberger Dreieck. 1934 stieg er auf eine A.J.S. K10 um, konnte aber wegen häufiger Getriebeschäden keine vorzeigbaren Erfolge erringen.
Ab 1935 startete Siegfried Wünsche auf einer 250-cm³-DKW SS als Ausweisfahrer und konnte bei vier Rennen vier Siege erringen. Im folgenden Jahr wurde er Lizenzfahrer. 1937 ging Wünsche als DKW-Werksfahrer erstmals bei der Tourist Trophy auf der Isle of Man an den Start und errang in der 250-cm³-Klasse, der sogenannten Lightweight-TT, den fünften Platz.
1938 wurde Wünsche endgültig Werksfahrer beim Zschopauer Hersteller und trat meist auf der UL 350 in der 350-cm³-Klasse an. In der Europameisterschaft erreichte er hinter Ted Mellors (Velocette) und  „Crasher“ White (Norton) den dritten Gesamtrang. Beim Großen Bergpreis von Deutschland auf dem Großglockner trug er in diesem Jahr den Sieg bei den 350ern davon. Im folgenden Jahr wurde Wünsche hinter Heiner Fleischmann (DKW), Ted Mellors und Stanley Woods (beide Velocette) Dritter der 350-cm³-EM, danach musste er seine Karriere wegen des Zweiten Weltkrieges vorerst beenden.
Wünsche nahm erst 1948 wieder am Renngeschehen teil. In den Westzonen startete er vorübergehend als Sissi Sachse und Stefan Wagner auf einer gekauften Vorkriegs-DKW SS 350 und erreichte unter anderem den dritten Platz bei Rund um Schotten auf dem Schottenring, bevor er mit seiner Familie nach Ingolstadt übersiedelte. 1949 gewann er auf einer alten eigenen DKW-Rennmaschine die Deutsche Meisterschaft in der Klasse bis 350 cm³. Ab 1950 fuhr er als Semi-Werksfahrer wieder für DKW bzw. für die Auto Union, die mittlerweile nach Westdeutschland umgezogen war. Wünsche startete auf einer SS 350, die noch aus dem Jahr 1939 stammte, und belegte damit in der Gesamtdeutschen Meisterschaft den zweiten Platz. Auch 1951 und 1952 startete er als Werksfahrer für DKW in den Klassen bis 250 und bis 350 cm³. 1952 wurde er unter anderem Zweiter beim Eilenriederennen hinter Ewald Kluge, der genau wie er die neue, nach neun Monaten Entwicklungszeit fertiggestellte DKW RM 350 fuhr. 1953 gewann Siegfried Wünsche seinen zweiten deutschen 350-cm³-Meistertitel, in der 250er Klasse belegte er hinter Hermann Gablenz den zweiten Rang. Zu den Einzelerfolgen dieses Jahres gehörten Siege beim Eifelrennen und auf der Solitude, ein Doppelsieg (250 und 350 cm) beim Feldbergrennen sowie der dritte Platz bei der Light-weight TT.
Noch bis 1955 startete Siegfried Wünsche als Werksfahrer für DKW, danach beendete er seine Karriere. Er starb am 20. August 2000 im Alter von 84 Jahren.

## Statistik

### Erfolge
- 1949 – Deutscher 350-cm³-Meister auf DKW
- 1953 – Deutscher 350-cm³-Meister auf DKW

### Rennsiege
| Jahr | Klasse  | Maschine | Rennen                      | Strecke                    |
| ---- | ------- | -------- | --------------------------- | -------------------------- |
| 1949 | 350 cm³ | DKW      | Hamburger Stadtparkrennen   | Hamburger Stadtpark        |
| 1950 | 350 cm³ | DKW      | Eifelrennen                 | Nürburgring (Nordschleife) |
| 1950 | 350 cm³ | DKW      | Schleizer Dreieckrennen     | Schleizer Dreieck          |
| 1950 | 350 cm³ | DKW      | Feldbergrennen              | Feldberg                   |
| 1952 | 350 cm³ | DKW      | Hamburger Stadtparkrennen 1 | Hamburger Stadtpark        |
| 1953 | 350 cm³ | DKW      | Eifelrennen                 | Nürburgring (Nordschleife) |
| 1953 | 250 cm³ | DKW      | Feldbergrennen              | Feldberg                   |
| 1953 | 350 cm³ | DKW      | Feldbergrennen              | Feldberg                   |

## Verweise